# Bob Nystrom
Robert "Bob" Thore Nystrom (rodným příjmením Nyström; * 10. října 1952, Stockholm) je bývalý švédsko-kanadský lední hokejista, který nastupoval především na postu krajního útočníka. Narodil se ve Švédsku, ale v jeho čtyřech letech rodina odešla do Kanady. Pozvání do kanadské reprezentace nikdy nedostal, dostal však pozvání do švédského národního týmu na turnaj Kanadského poháru 1981, ovšem odmítl kvůli tomu, že neměl dojednánu novou smlouvu v NHL a obával se zranění. Patří tak k nejúspěšnějším hráčům NHL, kteří nikdy neoblékli reprezentační dres. Ve statistikách bývá řazen někdy jako Švéd, někdy jako Kanaďan. Strávil 14 sezón v NHL, všechny v dresu jediného klubu: New York Islanders. Pro svou oddanost klubu je často označován Mr. Islander. V základní části NHL odehrál 900 zápasů a zaznamenal 513 kanadských bodů (235 gólů). Tradičně se mu více dařilo v play-off než v základní části, ve Stanleyově poháru sehrál 157 utkání a připsal si 83 bodů (39 branek). Čtyřikrát s Islanders vyhrál Stanley Cup (1980, 1981, 1982, 1983). Hrál též AHL za New Haven Nighthawks. Byl znám drsnou a agresivní hrou. Byl také jedním z posledních hráčů NHL, kteří během zápasu nenosili helmu. Po skončení hráčské kariéry se stal funkcionářem New York Islanders. Jeho manželka je Židovkou a on sám se také angažoval v židovské komunitě na Long Islandu, ačkoli se Židem nenarodil a podle dostupných informací ani nikdy nekonvertoval k judaismu. Nicméně díky svým aktivitám v židovské komunitě byl zařazen do několika židovských sportovních síní slávy. Jeho syn Eric Nystrom se stal také úspěšným hokejistou, reprezentuje ovšem Spojené státy, kde se narodil vzhledem k tomu, že jeho otec spojil život s New Yorkem a zůstal zde žít.